# Aeroportul Parma
Aeroportul Parma (IATA: PMF, ICAO: LIMP) este un aeroport din Parma, Provincia Parma, Emilia-Romagna, Italia ce deservește zona Parma. Aeroportul a fost tranzitat în 2022 de 116.720 de pasageri. A fost deschis în 1991 și numit după zona deservită.
Situat la o altitudine de 49 m, aeroportul dispune de 1 pistă. Este operat de Q3606083⁠(d).

## Infrastructură

### Piste
Aeroportul dispune de o singură pistă. Pista are orientarea 02/20.